# Рой, Чип
Чарльз Ю́джин «Чип» Рой (англ. Charles Eugene "Chip" Roy; род. 7 августа 1972, Бетесда, Мэриленд) — американский юрист, политический помощник и политик-республиканец, член Палаты представителей Соединенных Штатов от 21-го избирательного округа Техаса с 2019 года.

## Биография
Рой вырос в Ловетсвилле, штат Виргиния. Он получил степень бакалавра и магистра в Виргинском университете и три года работал аналитиком инвестиционно-банковских услуг. Он получил степень доктора в Школе права Техасского университета и работал на тогдашнего генерального прокурора Техаса Джона Корнина. Рой также работал над предвыборной кампанией кандидата в Сенат США Корнина в 2002 году. Когда Корнин был избран, Рой стал сотрудником судебного комитета Сената. Он также работал в офисе прокурора США по восточному округу Техаса.
Рой присоединился к администрации губернатора Техаса Рика Перри в качестве директора Управления федеральных отношений. Рой был автором книги Перри 2010 года «Сытый по горло!» (Fed Up!) и работал на президентскую кампанию Перри в 2012 году. Тед Круз выбрал Роя руководителем своего аппарата после избрания в Сенат в 2012 году. После того, как Кен Пакстон был избран генеральным прокурором Техаса в 2014 году, Рой стал первым помощником генерального прокурора. В 2016 году Рой покинул офис генерального прокурора, чтобы возглавить комитет политических действий Trusted Leadership, который поддерживал президентскую кампанию Круза.
Рой познакомился со своей женой Керрой в Техасском университете. У них двое детей. Рою поставили диагноз лимфома Ходжкина в 2011 году.